# Myadestes unicolor
Myadestes unicolor là một loài chim trong họ Turdidae.